# Pająków Wierch
Pająków Wierch (934 m) – jeden z najwyższych szczytów Pogórza Orawsko-Jordanowskiego (w regionalizacji fizycznogeograficznej Polski według Jerzego Kondrackiego jest to Beskid Orawsko-Podhalański). Wznosi się między miejscowością Podszkle i osadą Danielki należącą do wsi Podwilk (obydwie w województwie małopolskim, w powiecie nowotarskim). W kierunku południowo-zachodnim sąsiaduje ze szczytem Groniki (893 m), w kierunku wschodnim z Górą Pikujdową (ok. 870 m), w południowo-zachodnim ciągnie się od niego dość długi grzbiet w którym wyróżnia się Markówka (835 m). południowo-wschodni stok Pająkowego Wierchu wcina się potok Wisielec, w północno-wschodni dopływ Podszklanki (Bukowiński Strumyk). Wszystkie znajdują się w zlewisku Morza Czarnego.
Na szczycie Pająkowego Wierchu jest punkt triangulacyjny. Wierzchołek jest porośnięty lasem, część stoków jest bezleśna, zajęta przez pola uprawne. Znakowany szlak turystyczny omija wierzchołek Pająkowego Wierchu, trawersując jego zachodnie i południowe zbocza i prowadzi przez przełęcze między Pająkowym Wierchem a Gronikami i Górę Pikujdową.